# Kang Sang-woo
Đây là một tên người Triều Tiên, họ là Kang.
Kang Sang-woo (tiếng Hàn: 강상우; Hanja: 姜祥佑; Hán-Việt: Giang Tương Hựu; sinh ngày 7 tháng 10 năm 1993) là một tiền vệ bóng đá Hàn Quốc thi đấu cho Pohang Steelers và Đội tuyển bóng đá quốc gia Hàn Quốc.

## Sự nghiệp câu lạc bộ
Kang gia nhập Pohang Steelers năm 2014 và ra mắt ở giải vô địch trước Jeju United ngày 5 tháng 7 năm 2014.

## Sự nghiệp quốc tế
Anh từng là thành viên của đội tuyển U-20 quốc gia Hàn Quốc tham dự Toulon Tournament 2013, Toulon Tournament 2014 và Giải vô địch bóng đá U-20 thế giới 2013.

## Thống kê sự nghiệp câu lạc bộ
| Thành tích câu lạc bộ | Thành tích câu lạc bộ | Thành tích câu lạc bộ | Giải vô địch | Giải vô địch | Cúp     | Cúp       | Châu lục | Châu lục  | Tổng cộng | Tổng cộng |
| Mùa giải              | Câu lạc bộ            | Giải vô địch          | Số trận      | Bàn thắng    | Số trận | Bàn thắng | Số trận  | Bàn thắng | Số trận   | Bàn thắng |
| Hàn Quốc              | Hàn Quốc              | Hàn Quốc              | Giải vô địch | Giải vô địch | Cúp KFA | Cúp KFA   | Châu Á   | Châu Á    | Tổng cộng | Tổng cộng |
| --------------------- | --------------------- | --------------------- | ------------ | ------------ | ------- | --------- | -------- | --------- | --------- | --------- |
| 2014                  | Pohang Steelers       | K League 1            | 8            | 0            | 0       | 0         | 2        | 0         | 10        | 0         |
| 2015                  | Pohang Steelers       | K League 1            | 5            | 1            | 0       | 0         | —        | —         | 5         | 1         |
| Tổng                  | Hàn Quốc              | Hàn Quốc              | 13           | 1            | 0       | 0         | 2        | 0         | 15        | 1         |
| Tổng cộng sự nghiệp   | Tổng cộng sự nghiệp   | Tổng cộng sự nghiệp   | 13           | 1            | 0       | 0         | 2        | 0         | 15        | 1         |